# Пірокластичний потік

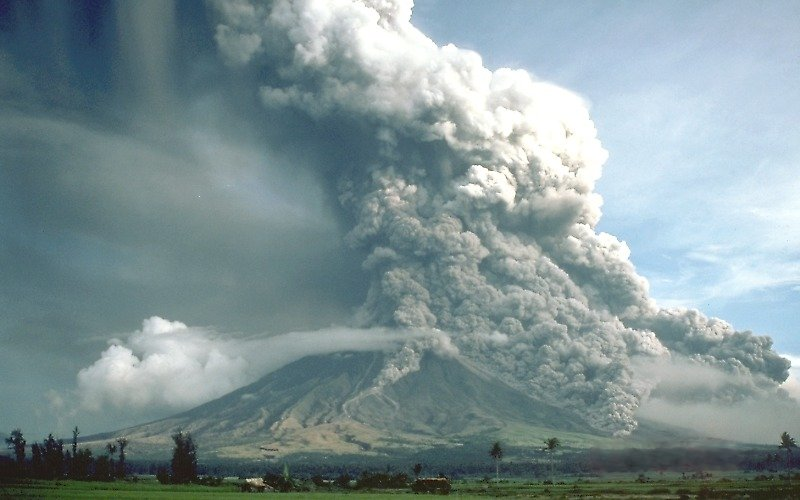
Пірокластичний потік, що сходить з вулкана Майон на Філіппінах, 1984 рік

Пірокластичний потік (від грец. πῦρ — «вогонь» і κλαστός — «зламаний») — потік суміші гарячих вулканічних газів, попелу та скельних уламків (тефри), що є типовим результатом деяких типів вулканічних вивержень і рухається з великою швидкістю (зазвичай близько 700 км/год). Температура газів може досягати близько 1000 °C. Такі потоки зазвичай рухаються униз з вулканової вершини і часто можуть розходитися на кілька потоків, залежно від рельєфу місцевості. Швидкість залежить від щільності потоку та куту нахилу поверхні.